# Lodgepole
Lodgepole is een plaats (village) in de Amerikaanse staat Nebraska, en valt bestuurlijk gezien onder Cheyenne County.

## Demografie
Bij de volkstelling in 2000 werd het aantal inwoners vastgesteld op 348. In 2006 is het aantal inwoners door het United States Census Bureau geschat op 353, een stijging van 5 (1,4%).

## Geografie
Volgens het United States Census Bureau beslaat de plaats een oppervlakte van 1,2 km², geheel bestaande uit land. Lodgepole ligt op ongeveer 1172 m boven zeeniveau.

## Plaatsen in de nabije omgeving
De onderstaande figuur toont nabijgelegen plaatsen in een straal van 36 km rond Lodgepole.